# 2015年泛美洲青年羽毛球錦標賽
2015年泛美洲青年羽毛球錦標賽為第24屆泛美洲青年羽毛球錦標賽，是一項由泛美洲羽毛球聯合會主辦予泛美洲頂尖的青年羽毛球選手（19歲以下）參加的區域性羽毛球賽事。本屆賽事在墨西哥蒂华纳內的CAR Tijuana舉行。混合團體賽於2015年8月2日至8月4日舉行，單項賽則於8月5日至8月9日舉行。

## 優勝者
| 項目     | 冠軍                                                                                            | 亞軍 | 季軍 |
| 混合團體 | 美国 邱愷翔 · Justin Ma · Jordy Supandi · Darren Yang · 潘晴 · 許忻霏 · 許怡霏 · Christine Yang | 巴西 Felippe Cury Fonseca · 法布里西奧·法里亞斯 · Joao Marcos Moreira · Cleyson Nobre Santos · Jonathan Matias · 阿圖爾·席爾瓦·波莫切諾 · Matheus Voigt · Thainara Borges da Silva · Jaqueline Carvalho · Jeisiane Alves · 傑奎琳·利馬 · Jackeline Luz · 薩米亞·利馬 · Amanda Santos | 加拿大 Austin James Bauer · 詹森·安東尼·何舒 · Jonathan Bing Tsan Lai · 泰·亞歷山大·林德曼 · Giselle Chan · 歐陽晴子 · Chloe Rowe · Takeisha Wang |
| 男子單打 | 詹森·安东尼·何舒                                                                                | 阿图尔·席尔瓦·波莫切诺 | 鲁本·卡斯特利亞諾斯 |
| 男子單打 | 詹森·安东尼·何舒                                                                                | 阿图尔·席尔瓦·波莫切诺 | 泰·亞歷山大·林德曼 |
| 女子單打 | 欧阳晴子                                                                                        | 傑米·許 | 潘晴 |
| 女子單打 | 欧阳晴子                                                                                        | 傑米·許 | 丹妮拉·马西亚斯 |
| 男子雙打 | 詹森·安东尼·何舒 Jonathan Bing Tsan Lai                                                         | Austin James Bauer 泰·亞歷山大·林德曼 | Felippe Cury Fonseca Cleyson Nobre Santos |
| 男子雙打 | 詹森·安东尼·何舒 Jonathan Bing Tsan Lai                                                         | Austin James Bauer 泰·亞歷山大·林德曼 | 邱愷翔 Raymond Hsia |
| 女子雙打 | 許忻霏 許怡霏                                                                                   | Joanna Liu 潘晴 | Kylie Cheng 欧阳晴子 |
| 女子雙打 | 許忻霏 許怡霏                                                                                   | Joanna Liu 潘晴 | Chiara Carranza 丹妮拉·马西亚斯 |
| 混合雙打 | 詹森·安东尼·何舒 欧阳晴子                                                                       | 泰·亞歷山大·林德曼 Takeisha Wang | 邱愷翔 潘晴 |
| 混合雙打 | 詹森·安东尼·何舒 欧阳晴子                                                                       | 泰·亞歷山大·林德曼 Takeisha Wang | Austin James Bauer Julie Ngoc Pham |

## 外部連結
- （英文）2015年美洲青年羽毛球錦標賽 - 混合團體 （页面存档备份，存于）
- （英文）2015年美洲青年羽毛球錦標賽 - 個人項目（页面存档备份，存于）